# Axinulus careyi
Axinulus careyi är en musselart som beskrevs av Bernard 1979. Axinulus careyi ingår i släktet Axinulus och familjen Thyasiridae. Inga underarter finns listade i Catalogue of Life.